# Solea senegalensis
El lenguado senegalés (Solea senegalensis) es una especie de pez de la familia Soleidae en el orden de los Pleuronectiformes.

## Distribución geográfica
Se encuentran en las  costas del  atlántico oriental.